# Kawasaki Ki-60
Kawasaki Ki-60 (jap. キ60) – prototypowy, japoński myśliwiec przechwytujący napędzany rzędowym silnikiem Ha-40. Licencyjną wersją niemieckiej jednostki DB-601A. Maszyna okazała się być całkowicie nieudaną konstrukcją i cały program jej budowy anulowano na etapie trzech prototypów.

## Historia

### Geneza
Zdecydowana większość japońskich samolotów z okresu drugiej wojny światowej, zarówno tych należących do lotnictwa Cesarskiej Armii Japońskiej jak i Japońskiej Cesarskiej Marynarki Wojennej, wyposażona była w silniki gwiazdowe. Japoński przemysł doskonale opanował technologię ich produkcji jak również z racji wyspiarskiego położenia kraju, silniki gwiazdowe uznawane za bardziej niezawodne, preferowane były przez wytwórnie i projektantów. Największe doświadczenie w wykorzystaniu silników rzędowych miała wytwórnia Kawasaki. Wiązało się to z tym, iż stanowisko głównego konstruktora w latach 1923 - 1933 pełnił w nich niemiecki inżynier Richard Vogt, orędownik stosowania tego typu jednostek. Niestety gdy zabrakło Vogta, który powrócił do Niemiec w 1933 roku aby objąć posadę w firmie Blohm und Voss, wytwórnia nie była w stanie własnymi siłami opracować działającą efektywnie własną konstrukcję silnika rzędowego. Silnik rzędowy Kawasaki Ha-9 będący licencyjną wersją niemieckiego BMW VI, pomimo prowadzenia intensywnych prac nad jego modernizacją nie spełniał pokładanych w nim nadziei. W zaistniałej sytuacji Japończycy zdecydowali się na zakup licencji na nową jednostkę napędową. Już od 1937 roku prowadzono rozmowy z producentem niemieckim, firmą Daimler-Benz. Negocjacje dotyczyły zakupu licencji silnika DB-600 a w późniejszym okresie jego zmodernizowanej wersji DB-601A. W marcu 1938 roku wydawało się, że uda się pozyskać dokumentację, kiedy nagle niemiecki partner wycofał się z dalszych rozmów motywując to tym, iż Japończycy nie będą w stanie podołać technicznemu wyzwaniu jakim jest produkcja tak nowoczesnego jak na owe czasy silnika Daimlera. Pomimo wstawiennictwa Vogta, sprawa oparła się o najwyższe władze III Rzeszy, u których interweniował członek zarządu firmy Kawasaki a jednocześnie brat premiera Japonii, Hisashi Tojo. Dopiero to zaowocowało pozytywnym zakończeniem rozmów i w kwietniu 1940 roku do Japonii dotarła dokumentacja techniczna i wzorcowy silnik DB-601A. We wrześniu 1941 roku rozpoczęto produkcję seryjną nieco zmodyfikowanej przez japońskich inżynierów niemieckiej jednostki napędowej pod oznaczeniem Ha-40.

### Nowa taktyka
Dominującą cechą japońskich samolotów myśliwskich z Mitsubishi A6M na czele była ich zwrotność. Osiągnięto to budując konstrukcje lekkie, które doskonale sprawdzały się w walce manewrowej ale były podatne na uszkodzenia. Podczas walk powietrznych prowadzonych na Pacyfiku, amerykańscy piloci wykorzystywali tę wiedzę w sytuacjach, gdy na ogonie ich samolotu pojawiał się japoński myśliwiec. Jednym z manewrów ucieczki spod japońskich kul było przejście w głębokie nurkowanie. Podczas gdy amerykańskie konstrukcje radziły sobie doskonale z takim manewrem, japońskim samolotom myśliwskim przy takim manewrze groziło urwanie skrzydeł. Z sytuacją kiedy przeciwnik atakował z góry wykorzystując swoją przewagę wysokości i po ataku nie wdawał się w walkę manewrową, japońscy piloci spotkali się po raz pierwszy w walkach prowadzonych pod Chałchin-Goł. Z doświadczeń uzyskanych podczas starć, narodziła się koncepcja nowego typu samolotu myśliwskiego. Maszyny o mocnej konstrukcji, silnym uzbrojeniu, charakteryzującego się dużym obciążeniem powierzchni nośnej. Idealnym kandydatem do spełnianie owych wymogów był samolot o niewielkim oporze czołowym, a zatem napędzanym silnikiem rzędowym.

## Projekt
W lutym 1940 roku wytwórnia Kawasaki, najbardziej doświadczona w pracy z silnikami rzędowymi otrzymała zlecenie na budowę dwóch typów samolotów myśliwskich. Jednym z nich miał być klasyczny myśliwiec o niewielkim obciążeniu powierzchni nośnych, który dał początek maszynie Kawasaki Ki-61 a drugim, silnie uzbrojona maszyna przechwytująca z dużym obciążeniem powierzchni nośny, która otrzymała oznaczenie Ki-60. Głównym konstruktorem odpowiedzialnym za oba typy został inżynier Takeo Doi a jego zastępcą inżynier Shin Owada. W lutym 1940 roku rozpoczęto prace projektowe przyznając jednak pierwszeństwo maszynie Ki-60. Związane to było z faktem wprowadzania na uzbrojenie lotnictwa armii samolotu Nakajima Ki-43 za to brak było myśliwca przechwytującego. Zaprojektowano samolot w układzie wolnonośnego dolnopłata, charakteryzującego się zwartą sylwetką, maszynę całkowicie metalową z wyjątkiem pokrytych płótnem lotek i sterów. Ki-60 napędzany był silnikiem Ha-40 z trójłopatowym śmigłem. Pierwszy z trzech zbudowanych prototypów oblatany został w marcu 1941 roku. Właściwości lotne samolotu okazały się być dalekie od przewidywanych. Za duże obciążenie powierzchni nośnych skutkowało minimalną zwrotnością, maszyna miała nieakceptowalnie długi rozbieg, dużą prędkość minimalną, której obniżenie groziło przeciągnięciem samolotu. Teoretyczna prędkość maksymalna jaką zakładali konstruktorzy na poziomie 600 km/h w praktyce wynosiła jedynie 570 km/h. Maszyna miała również zaburzoną stateczność poprzeczną i wymagała dużego wysiłku aby pilot mógł ją opanować. Aby ratować projekt konstruktorzy zmodyfikowali budowane równolegle kolejne dwa prototypy. Powiększono powierzchnie skrzydeł, usunięto działka MG 151 zastępując je karabinami Ho-103. Te i inne zabiegi pozwoliły zredukować masę samolotu jak również przy powiększonej powierzchni skrzydeł, zmniejszyć obciążenie powierzchni nośnej. Niestety dla projektu zmiany nie poprawiły radykalnie charakterystyki samolot a prędkość maksymalna uległa dodatkowo zmniejszeniu do 560 km/h. W zaistniałej sytuacji, kiedy lotnictwo armii dysponowało już przechwytującymi samolotami Nakajima Ki-44 nie widziano sensu w kontynuowaniu prób z tak nieudanym samolotem. Nie zrezygnowano jednak z koncepcji myśliwca napędzanego silnikiem rzędowym a cały wysiłek skupiono na modelu Ki-61.

## Konstrukcja
Ki-60 był metalowym, wolnonośnym, jednomiejscowym dolnopłatem napędzanym pojedynczym, 12-cylindrowym, chłodzonym cieczą silnikiem rzędowym Ha-40 w układzie odwróconego V. Jednodźwigarowy płat dwudzielny o trapezowym obrysie z zaokrąglonymi końcówkami i niewielkim wzniosie. Usterzenie klasyczne, wolnonośne. Podwozie chowane, trójpodporowe z kółkiem ogonowym. Podwozie główne chowane do wnęk w skrzydłach.

## Uzbrojenie
Samolot uzbrojony był w dwa karabiny maszynowe Ho-103 kalibru 12,7 milimetra umieszczone w kadłubie nad silnikiem, strzelające poprzez śmigło, i dwa działka MG 151 kalibru 20 milimetrów umieszczone w skrzydłach. Działka znajdowały się tylko w pierwszym prototypie, w pozostałych dwóch maszynach zastąpiono je karabinami Ho-103.